# Istanbul Cankurtaran
Istanbul Cankurtaran – stacja kolejowa w Stambule, w Turcji. Stacja posiada 1 peron.